# Hieracium euchloodes
Hieracium euchloodes es una especie de planta con flor del género Hieracium, de la familia Asteraceae, orden Asterales.

## Distribución
Hieracium euchloodes se distribuye por Noruega y Suecia.

## Taxonomía
Fue descrita científicamente por (Dahlst. ex Zahn) Dahlst. ex Johanss. Fue publicada en Ark. Bot.